# Страна, где ночует солнце
Страна, где ночует солнце — концертный альбом российского джаз-фьюжн-гитариста Ивана Смирнова (в составе «Квартета Ивана Смирнова»). Альбом выпущен в 2003 году в формате двойного CD, переиздан в 2012 году.

## Об альбоме
Альбом представляет собой запись концерта «Квартета Ивана Смирнова» в московском клубе «LE CLUB», проходившего 30 января 2002 года. Рецензент портала «jazz.ru», высоко оценив музыкальный материал и качество игры Ивана Смирнова сотоварищи («он — музыкант очень глубокий, владеющий огромным стилистическим диапазоном и широчайшим спектром приемов, что позволяет ему в пределах одной композиции смешивать во вполне органичное единство элементы джаза, фламенко, фьюжн, кельтского и русского фолка — и все это в очень точной ансамблевой игре»), подверг критике уровень продюсирования и мастеринг альбома.
В 2012 году альбом был перевыпущен Фондом Алексея Козлова «ArtBeat» в несколько изменённом (более «богатом») оформлении и с переводом текста буклета на английский язык.

## Список композиций
| №  | Название                                             | Длительность |
| -- | ---------------------------------------------------- | ------------ |
| 1. | «Два дурака» (С. Клевенский, И. Смирнов, М. Смирнов) | 4:02         |
| 2. | «Карусельный дед» (И. Смирнов)                       | 3:58         |
| 3. | «Долгое озеро» (И. Смирнов)                          | 6:43         |
| 4. | «Северная песня» (С. Клевенский)                     | 1:30         |
| 5. | «Дикое поле» (Андрей Виноградов, И. Смирнов)         | 4:25         |
| 6. | «Воспоминание» (А. Виноградов)                       | 2:53         |
| 7. | «Наигрыш» (И. Смирнов)                               | 6:10         |
| 8. | «Когда сжигают золотые листья» (И. Смирнов)          | 5:38         |

| №  | Название                                               | Длительность |
| -- | ------------------------------------------------------ | ------------ |
| 1. | «Долина эха» (М. Смирнов)                              | 1:41         |
| 2. | «Страна, где ночует солнце» (Ахмад Бакаев, И. Смирнов) | 5:12         |
| 3. | «Среди пустыни» (И. Смирнов)                           | 4:30         |
| 4. | «Братан» (А. Бакаев, И. Смирнов)                       | 6:55         |
| 5. | «Чёрная бабочка» (И. Смирнов)                          | 10:27        |
| 6. | «С тобой» (А. Бакаев, И. Смирнов)                      | 6:32         |
| 7. | «Хмель» (И. Смирнов)                                   | 11:39        |
| 8. | «Встреча» (И. Смирнов)                                 | 5:00         |

## Участники записи
- Иван Смирнов — акустическая гитара.
- Михаил Смирнов — клавишные, аккордеон, перкуссия.
- Сергей Клевенский — кларнет, свирели, рожки, волынка.
- Дмитрий Сафонов — акустическая гитара.

а также:
- Александр Сулейманов, Сергей Большаков — звукорежиссёры.
- Сергей Большаков — мастеринг.
- Валерий Близнюк — фотографии и дизайн.
- Серафим Кошкин — компьютерное оформление.